# Яльмар Ґулльберг

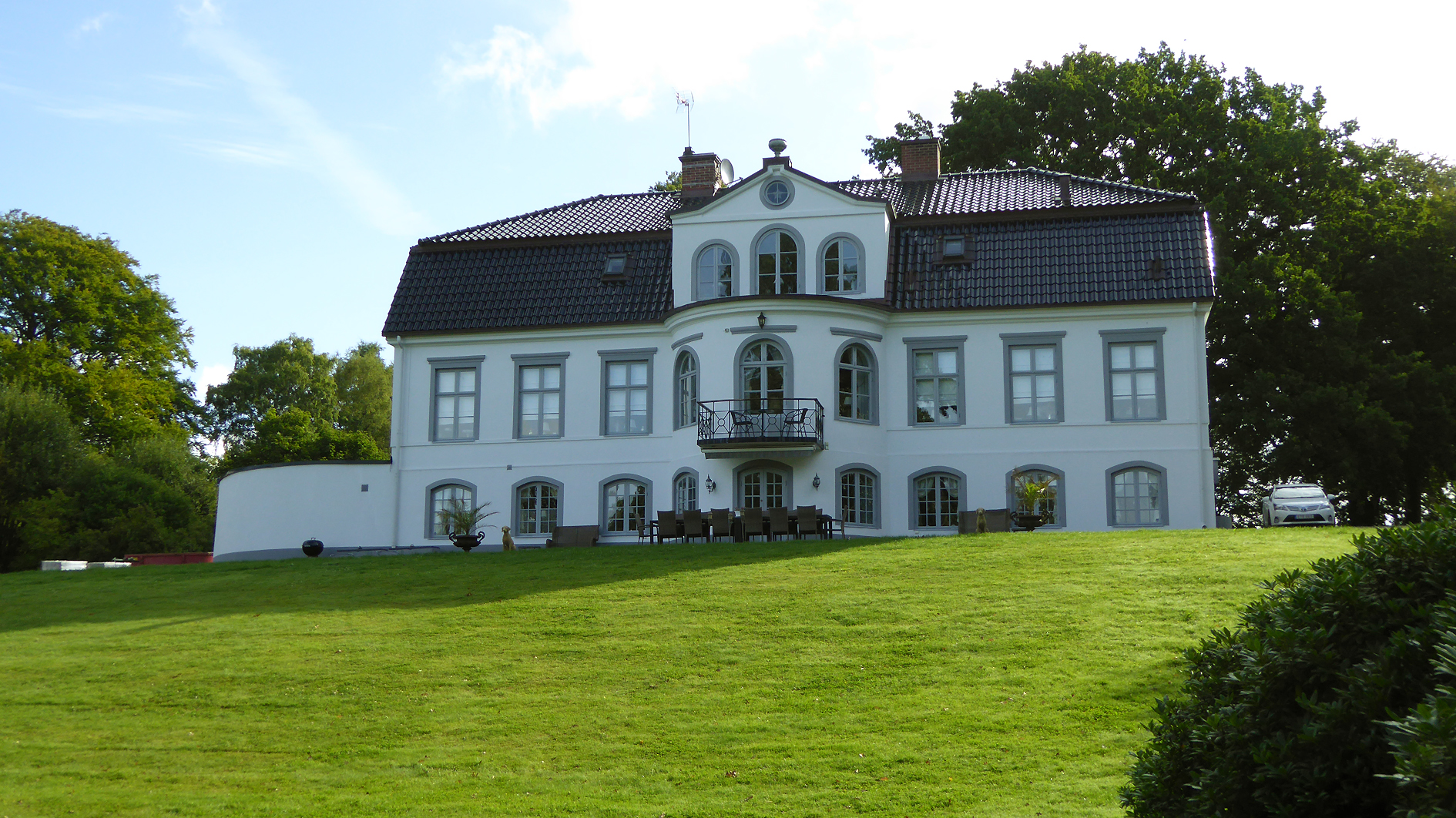
Бекеберзький замок графині Ґрети Тотт. Робочий кабінет Яльмара Ґулльберга — з самого краю праворуч, на другому поверсі.

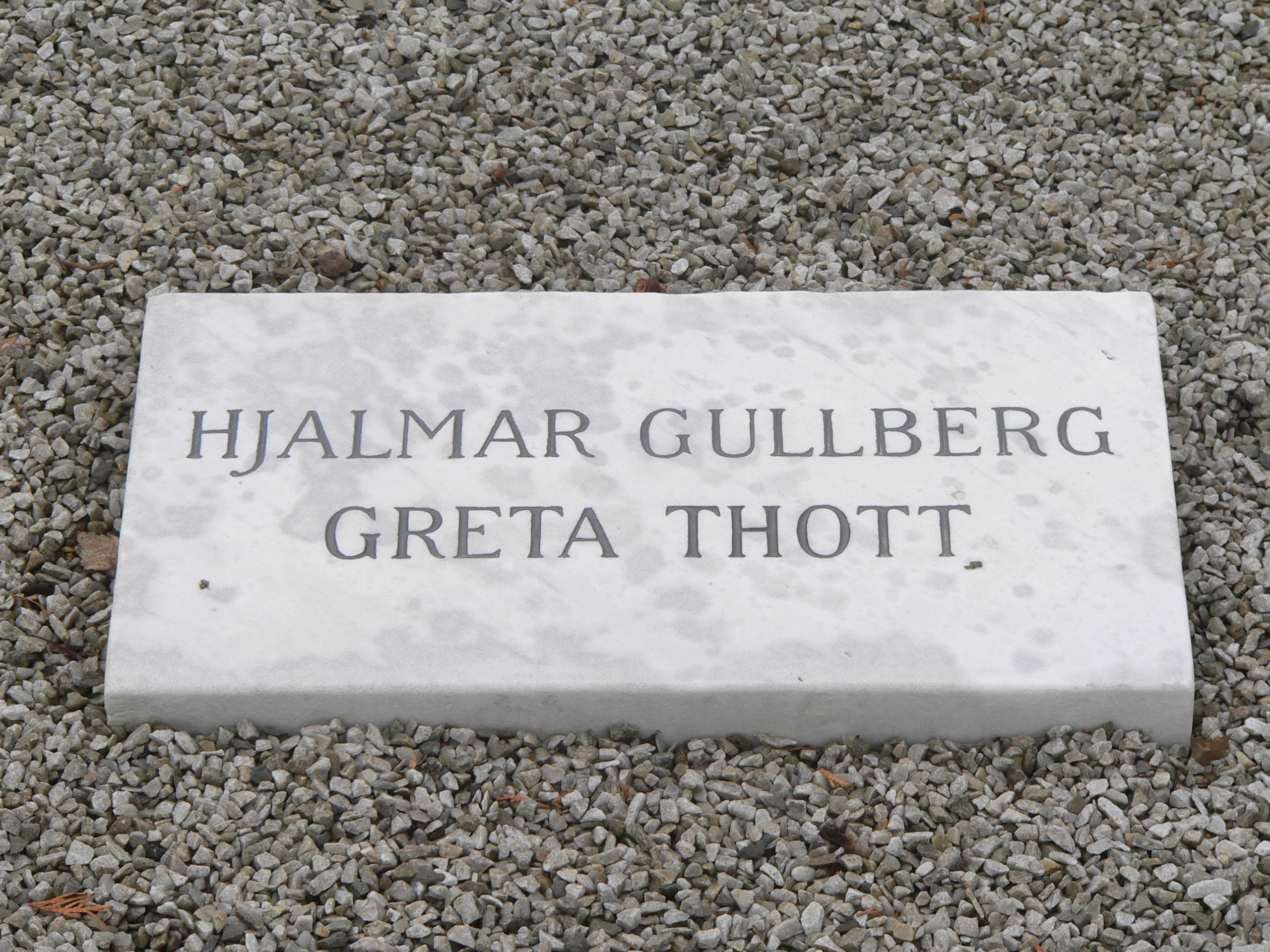
Нагробок могили Яльмара Ґулльберга й Ґрети Тотт.

Я́льмар Ґу́лльберг (швед. Hjalmar Gullberg, *30 травня 1898, Мальме, Швеція — 19 липня 1961, Гольмея, Сведала (комуна),Швеція) — шведський поет і перекладач.

## Біографія
Яльмар народився нешлюбною дитиною Гільди Юнссон, і його взяли на виховання жителі Мальме — Ельса і Бенґт Ґульберги. Спершу сім'я мешкала на вулиці Гольмґатан, а в перших роках XX століття переселилася в так званий «Сотенний» будинок № 100 на вулиці Седра Ферштадсґатан. Батько працював двірником у фортеці на розі цієї вулиці та Меллевонґсґатан. У родині панувала злагода, батьки старалися дати Яльмарові якнайкращу освіту.
Спершу він ходив до школи Пільдамма (Pildammsskolan), а тоді навчався в Латинській школі Мальме (Malmö Latinskola), яку закінчив у 1917 році. Яльмар був здібний і старанний гімназист, вчився дуже добре, незмінно мав відмінні оцінки з латинської, грецької та шведської мов.
Ще в гімназійні роки Яльмар заприятелював із Інґваром Андерссоном, який потім став завідувачем державного архіву. Ця дружба тривала все життя. Вони обидва стали членами Шведської академії. У 1940-му Ґулльберг посів крісло № 7 після Сельми Лагерлеф, натомість Андерссон став академіком за десять років, зайнявши місце професора Мартіна Ламма.
Вступивши до Лундського університету, Ґулльберг вивчав скандинавські мови і латину. Відбувши військову повинність у Гальмстаді, він повернувся до навчання й почав студіювати історію літератури. Його однокурсником був поет Ула Ганссон. До кола Яльмарових приятелів належали Інґвар Андерссон, Івар Гаррі, Трістан Ліндстрем, Франс Ґ. Бенґтссон, Бенґт Єльмквіст і Карл Раґнар Гіров. Ґулльберг залучався до студентського позалекційного життя. Співпрацював із студентською газетою Lundagård, у 1924-му став її головним редактором. Також брав участь у карнавалах. 1920 року він виступив у ролі Вірапуллана, а 1924-го — в ролі Гамлета.
Ще в учнівські роки він був скрипаль капели в Латинській школі. Згодом пробував себе як композитора, пишучи романси на слова Фредінґа, Карлфельдта і Левертіна. Частину цих не опублікованих за життя автора музичних творів записано на CD-диск, що його випустила у світ фірма Discantus як доповнення до нової книжки Андерса Пальма і Леннарта Муберга про письменника.
Перші спроби Ґулльберга в поезії датуються 1918 роком. У 1922-23 роках Ґулльберг мандрував у Німеччині й Франції. То була освітня подорож. Повернувшись додому, він пише сміливіше й різноманітніше, також і в стилі модернізму, хоча й старається додержувати традиційної лінії — не в останню чергу через те, що молодому поетові доводиться мати справу з музикою, яка власне й вимагає пісенних ритмів. Про це він дуже точно висловився у своєму вірші «До солов'я в Мальме»: «Я чую музику й шукаю точне слово» («Jag hör musik och letar efter orden»). Це не просто гарна (і музикальна) фраза. Вся його поезія була дуже мелодійна. Своєрідним логотипом творчості поета стали скрипка і смичок, зображені на обкладинці його збірки віршів «Соната».
1927 року Ґулльберг закінчив університет і став ліценціатом. На початку 1928 року він, успадкувавши майно своїх біологічних батьків, придбав будинок № 11 на вулиці Вестерґатан у Лунді й став «самостійним освіченим паном» (як згодом сам іронічно назвав свою збірку трагікомічних віршів). Фінансово незалежний, Яльмар міг тепер увесь свій час віддавати на переклади класиків й поетичну творчість. Сам вважав, що гроші дали йому свободу, і якось сказав, що приснився йому кошмар — нібито він вчитель шведської мови в Сундсваллі. Про це згадує Андерс Пальм.
У творчості Ґулльберг уже на початку тридцятих здобув визнання критиків і читачів. Він поєднував у поезії повсякденне й часто іронічне з високою традиційною тематикою — кохання, духовності й свободи. Як перекладач став відомий завдяки творам давньогрецьких драматургів, французьких а також іспанськомовних поетів. У 1944-му за ці досягнення він став почесним доктором філософії Лундського університету.
З 1936 по 1950 письменник керував Радіотеатром, у 1949-1950 роках відав програмами Шведського радіо. З 1940 року й до смерті в 1961 році він був член Шведської академії (крісло № 7). У 1937—1961 роках належав до членів літературної академії «Товариство Дев'яти» (крісло № 3).
Ґулльберг також писав статті для енциклопедичного видання «Svensk uppslagsbok»..
Під час Другої світової війни він став одним із лідерів у так званій «літературі готовності», багато робив для популяризації драматичних і поетичних творів у радіо. Був одним із чільників радіопрограми Dagens dikt («Вірш дня»), хоча й не належав до її засновників, і часто сам вибирав, що належить у ній декламувати. Наприклад, вважається, що він вибрав для декламації вірш Есаяса Теґнера Det eviga («Вічне») 9 квітня 1940, кілька годин після того, як повідомили про вторгнення німецьких військ у Данію і Норвегію.
Наприкінці Другої світової війни в Ґулльберга почалася криза у творчості, пов'язана з тим, що раніше він був не дуже охочий до експериментування в галузі жанру, а тепер доводилося вдатися до такого. Почасти поет схилився на бік нових модерністичних ідеалів: у збірці «Посмертна маска і містечко розваг» (1952) приглушено метафізичні претензії, детронізовано християнського Бога, не видно давніх іронічних жартів, а форма перейшла від римованого до вільного вірша. Натомість тон у віршах «Посмертна маска» і «Напівбогам» урочистіший, відкритіший і пишномовніший, ніж у всіх попередніх творах.

## Хвороба і смерть
Наприкінці життя Ґулльберг потерпав від міастенії. Подеколи він не міг обійтися без респіратора. Життя стало нестерпне. Засвідчено, що він сам вирішив утопитися в озері Іддінґен біля містечка Гольмея. На той час він гостював у своєї нареченої, графині Ґрети Тотт.
Яльмара Ґулльберга поховали в Мальме, на цвинтарі святого Павла. Архів письменника перебуває в бібліотеці Лундського університету.

## Твори

### Оригінальні твори
- I en främmande stad (1927) — «У чужому місті»
- Sonat, (1929) — «Соната»
- Andliga övningar (1932) — «Духовні вправи»
- Kärlek i tjugonde seklet (1933) — «Кохання у дев'ятнадцятому столітті»
- Ensamstående bildad herre. Трагікомічні вірші (1935) — «Самостійний освічений пан»
- Att övervinna världen (1937) — «Покорити світ»
- 100 dikter; ett urval ur sex versböcker (1939) — «Сто віршів; вибране з шести книжок»
- Röster från Skansen (1941) — «Голоси зі Скансена»
- Fem kornbröd och två fiskar (1942, містить вірш про Карін Боє «Мертва амазонка») — «П'ять хлібин і дві рибини»
- Hymn till ett evakuerat Nationalmuseum (1942) — «Гимн евакуйованому Національному музею»
- Den heliga natten (1951) — «Свята ніч»
- Dödsmask och lustgård (1952) — «Посмертна маска і містечко розваг»
- Terziner i okonstens tid (1958) — «Терцини в час, коли не до мистецтва»
- Ögon, läppar (1959) — «Очі, вуста»
- 50 dikter; вибране з трьох поетичних книжок(; передмова Карла Фермана (1961) — «50 віршів»
- En anständig och ömklig comoedia. Триактна п'єса Яльмара Ґулльберга і Улле Гольмберга. Видано (1984) — «Пристойна і жалюгідна комедія»
- Kärleksdikter. Перше видання під цією назвою (1967) — «Вірші про кохання»
- Dikter. З післямовою Андерса Пальма (1985) — «Вірші»
- Legend — «Легенда»

### Переклади
- Арістофан: Fåglarna (1928) — «Птахи»
- Евріпід: Hippolytos (1930) — «Гіпполіт»
- Евріпід: Medea (1931) — «Медея»
- Арістофан: Lysistrate (1932) — «Лісістрата»
- Евріпід: Alkestis (1933) — «Алкеста»
- Софокл: Antigone (1935) — «Антігона»
- Мольєр: Den girige (1935) — «Скупець»
- Кальдерон: Spökdamen, 1936 — «Дама-привид»
- Альфред де Мюссе: Lek ej med kärleken (1936) — «Не грайся з коханням»
- Ґабрієла Містраль: Dikter (1945) — «Вірші»
- Федеріко Ґарсія Лорка: Blodsbröllop (1946) — «Криваве весілля»
- Ґабрієла Містраль: Den heliga vägen (1949) — «Священний шлях»
- Мольєр: Den inbillade sjuke (перекладено для Шведського Радіо 1954) — «Надуманий хворий»
- Gåsmors sagor, 1955 — «Казки Матінки Гуски»
- Själens dunkla natt och andra tolkningar av främmande lyrik, 1956 — «Темна ніч душі та інші переклади чужоземної лірики»
- Есхіл: Agamemnon (1960) — «Агамемнон»
- Franskt 1600-tal, видано посмертно 1962, з передмовою Улле Гольмберга — «Французькі 1600-ті»
- Вільям Шекспір: Köpmannen i Venedig (1964) — «Венеційський купець»
- Вільям Шекспір: Som ni behagar (1964) — «Як вам це подобається»

Редагування твору Ули Ганссона «Покинуте писання» (Efterlämnade skrifter, 1928-)

### Покладені на музику вірші Ґулльберга
- Гінґ Кучбах: — «Kyssande vind» — «Цілує вітер»
- Лустанс Лачеєр, (Юган Чинде) — «Kyssande vind», 1985 — «Цілує вітер»
- Ларс-Ерік Ларссон: «Förklädd gud» — «Переодягнений бог»
- Леннарт Муберг: «Jag bor vid ett rastställe — Hjalmar Gullbergs landskap i dikt, bild och ton» (книжка + CD). Discantus, 1998 — «Я живу біля місця відпочинку — пейзажі Яльмара Ґулльберга у віршах, картинах і музиці»
- Леннарт Муберг: «Där Skönheten har sitt hem — Kantat till Nationalmuseum» (книжка + CD). Discantus, 2000 — «Там Краси оселя — кантата Національному музею»
- Леннарт Муберг: «Han kom som en vind — Hjalmar Gullbergs kärleksdikt i ton» (bok + cd). Discantus, 2002 — «Він примчав, як вітер — покладені на музику вірші Яльмара Ґулльберга про кохання»
- Гільдінґ Русенберг: «Den heliga natten», «Hymn till ett evakuerat Nationalmuseum» m.fl. — «Свята ніч», «Гимн евакуйованому музею» та інші
- Стаффан Б'єрклунд: «20 sånger» — «20 пісень»
- Вірші Яльмара Ґулльберга на музику поклали також Інґвар Лідгольм, Єста Нюстрем, Ґуннар Турессон, Естен Варненбрінґ та інші